# Basil de Ferranti
Pour les articles homonymes, voir Ferranti.
Basil Reginald Vincent Ziani de Ferranti  (2 juillet 1930 - 24 septembre 1988) est un homme d'affaires britannique et un homme politique du Parti conservateur.

## Biographie
Il fait ses études au Collège d'Eton et à Trinity College, Cambridge, et est le petit-fils de l'ingénieur électricien et inventeur Sebastian Ziani de Ferranti et fils de Sir Vincent Ziani de Ferranti (en).
Il est candidat infructueux aux élections générales de 1955 dans la circonscription de Manchester Exchange tenue par les travaillistes.
En 1958, il est élu à la Chambre des communes comme député de Morecambe et Lonsdale lors d'une élection partielle en 1958, à la suite de l'élévation à la pairie du député conservateur de la circonscription, Ian Fraser.
Il occupe le siège aux élections générales de 1959, mais ne se représente pas aux élections de 1964. Il occupe brièvement des fonctions ministérielles, en tant que secrétaire parlementaire pour l'aviation de juillet à octobre 1962 .
Il devient par la suite membre (1973-1979) et président (1976-1978) du Comité économique et social européen . Il est ensuite Député européen et vice-président de 1979 à 1982 . Il représente la circonscription de Hampshire West de 1979 à 1984 et de Hampshire Central de 1984 jusqu'à sa mort.